# Mandy Gonzalez
Mandy Gonzalez (1978) è un'attrice e cantante statunitense.
Ha recitato in numerosi musical a Broadway, tra cui: Dance of the Vampires (2002), Aida (2003), Lennon (2005), In the Heights (2008; vincitrice del Drama Desk Award), Wicked (2010) e Hamilton (2016).

## Filmografia parziale

### Cinema
- Across the Universe, regia di Julie Taymor (2007)
- 40 carati (Man on a ledge), regia di Asger Leth (2012)

### Televisione
- The Good Wife - serie TV, 1 episodio (2009)
- Una vita da vivere - serie TV, 4 episodi (2009)
- Madam Secretary - serie TV, 34 episodi (2015-2019)
- Bull - serie TV, episodi 5x03 e 6x11 (2020-2021)

## Doppiatrici italiane
Nelle versioni in italiano delle opere in cui ha recitato, Mandy Gonzalez è stata doppiata da:
- Michela Alborghetti in Elementary[2]
- Giò Giò Rapattoni in Only Murders in the Building[3]
- Mariadele Cinquegrani in Bull[4]